# Скарпе Нурд
Стадион «Скарпе Нурд» (швед. Skarpe Nord) — спортивное сооружение в Кунгэльве, Швеция. Сооружение предназначено для проведения футбольных матчей в летний и хоккейных в зимний, периоды. Арену для домашних игр использует команда по хоккею с мячом — ИФК Кунгэльв. Трибуны спортивного комплекса вмещают 2 300 зрителей.
Открыта арена в 1965 году.

## Информация
Адрес: Кунгэльв, Simbadsgatan, 1 (Kungälv)